# Pandemonium (Amsterdamse band)
Pandemonium  was een muziekgroep uit Amsterdam. De twee leden achter deze band waren Jaap de Groot en Ador Otting. Beiden waren afkomstig uit ZZ & De Maskers. Dit Amsterdamse Pandemonium, niet te verwarren met de punkband uit Venlo, kwam slechts tot twee singles. De single 1941, een cover van een lied van Harry Nilsson schampte de Nederlandse top 40 en de Nationale Hitparade. De band bestond in 1977/1978.

## Discografie
- 1977: 1941/ Ol’ blue jeans
- 1978: Blackberry way / Friday night